# Semjon Jakowlewitsch Nadson
Semjon Jakowlewitsch Nadson (russisch Семён Яковлевич Надсон, wiss. Transliteration Semën Jakovlevič Nadson; geboren 14. Dezemberjul. / 26. Dezember 1862greg. in Sankt Petersburg, Russisches Kaiserreich; gestorben 19. Januarjul. / 31. Januar 1887greg. in Jalta) war ein russischer Dichter. Er trat mit „empfindsamen, freiheitlich-kämpferischen, auch melancholisch entsagenden Gedichten“ hervor. Er starb jung an Tuberkulose.
Er war Auslöser einer Nadson-Mode.

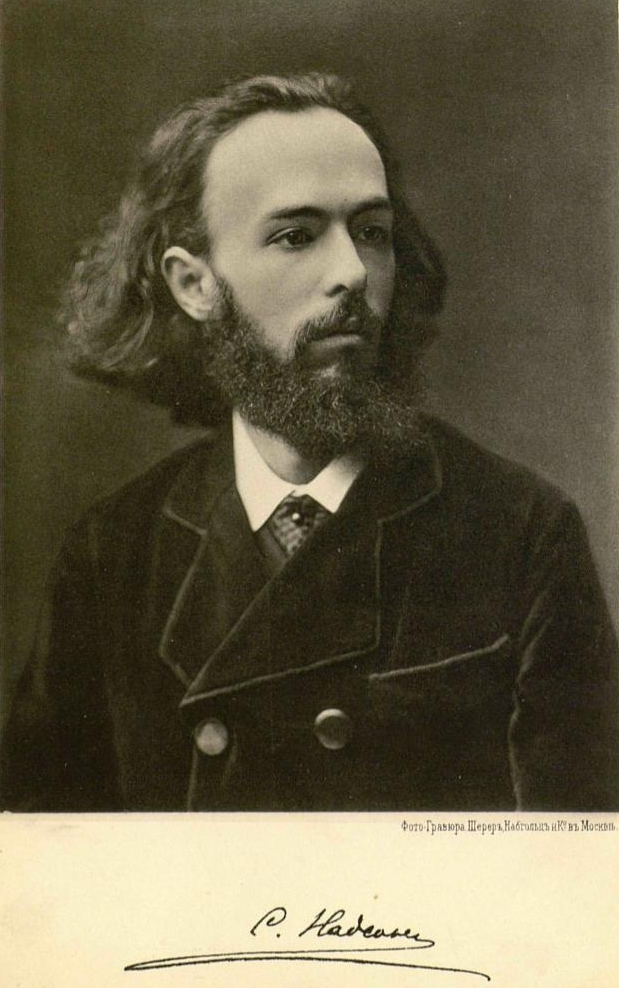
Semjon Jakowlewitsch Nadson

Seine Gedichte fanden Aufnahme in der Bibliothek der Weltliteratur (Chudoschestwennaja literatura). Sie wurden vielfach vertont, beispielsweise von César Cui, Sergei Rachmaninow, Anton Rubinstein, Eduard Nápravník und Theodor Könemann.

## Zitat
»Es ist auf der Welt keine Qual, die größer wäre als die Qual des Wortes«.

## Werke (Auswahl)
- Stichi. Berlin: Verlag "Mysl" – [Leipzig]: [F. E. Fischer] 1921 (Kniga dlja wsech; Nr. 38)
- Polnoe Sobranie Stichotworenij. Bln., Glücksmann, [ca. 1923] (ZVAB: „Wohl Nachdruck der St.-Petersburger Ausgabe von 1917 mit umfangreicher biographischer Einleitung über den jung verstorbenen Lyriker. - Vgl. KLE V, 75 f. und Terras 291. Zum Verlag vgl. Beyer-K. 76.“)

deutsche Übersetzungen
- Nadson, Ssemjon Jakowlewitsch: Gedichte. Autorisierte Verdeutschung im Versmaß des Russischen Originals von Friedrich Fiedler. Mit Radsons Bildnis. Reclam, Leipzig 1908; Reclams Universal-Bibliothek 3861; Digitalisat einer anderen Ausgabe; Textarchiv – Internet Archive.
- Semjon Jakowlewitsch Nadson (1862–1887) (In der Übersetzung von Friedrich Fiedler)
- Andreas Ascharin: Nordische Klänge. Russische Dichtungen in deutscher Übertragung (u. mit einer Vorrede) von A. Ascharin. Riga, Verlag von Jonck & Poliewsky, 1894 Online Erste Ausgabe dieser Übertragungen ausgewählter Dichtungen von A. V. Kolzow [Kol'cov], M. Ju. Lermontov, A. N. Maikow [Majkov], S. Ja. Nadson, N. A. Nekrassow [Nekrasov], A. S. Puschkin [Puskin], M. P. Rosenheim [Rozengejm], A. K. Tolstoj u. a. m. – Andreas Ascharin (A. A. Asarin, 1843–1896), baltisch-russischer Schriftsteller, Pädagoge u. Übersetzer (Dt.-Balt. Biogr. Lex. 1710–1960, S. 19).

französisch
- Poèmes (in frz. Übersetzung von Isabelle Eberhardt und anderen)